# Ambarri

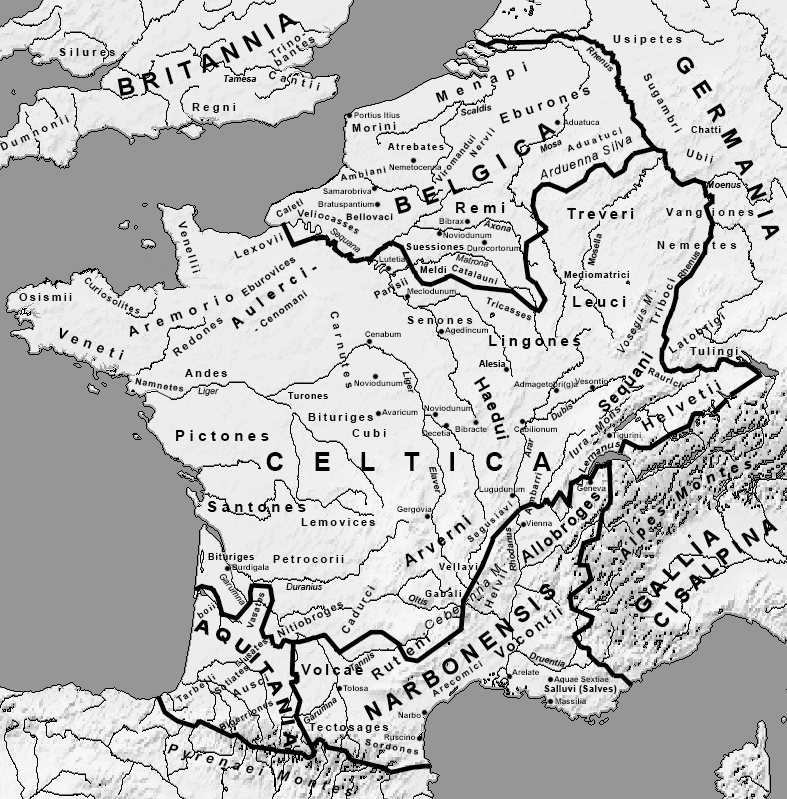
Gallië rond 54 v.Chr.; de Ambarri woonden bij Lugdunum (Lyon)

De Ambarri waren een Keltisch volk in Gallia Transpadana ten westen van de Rhône, en aan beide zijden van de Saône. Lugdunum (Lyon) lag in hun gebied. Ten oosten van de Ambarri woonden de Allobroges.
De Ambarri werden door Julius Caesar bestempeld als nauwe bondgenoten van de Aedui en mogelijk zelfs als onderdeel van de stam van de Aedui.

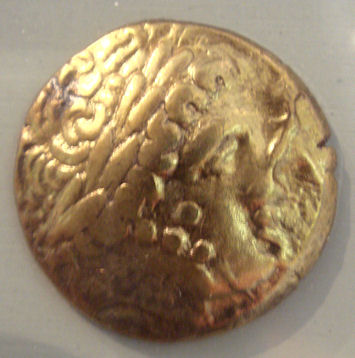
Gouden munt van de Ambarri

Livius meldde dat de Ambarri een van de Gallische volkeren was die onder leiding van Bellovesus de Alpen waren overgestoken om zich in Italië te vestigen in de tijd van de Romeinse koning Tarquinius Priscus.
De naam van de Ambarri leeft voort in diverse Franse plaatsnamen in het departement Ain, zoals Ambérieu-en-Bugey, Ambérieux-en-Dombes, Ambutrix and Ambronay.
Gallia Cisalpina:
Anares · Beluni · Boii · Carni · Caturiges · Cenomani · Ceutrones · Insubres · Lepontii · Libici · Lingones · Nerusi · Salassi · Segusani · Suetri · Taurini · Vedianti

Gallia Transalpina:
Aedui · Albici · Allobroges · Ambarri · Ambiani · Andecavi · Arecomici · Atrebati · Aulerci Cenomani · Aulerci Diablintes · Aulerci Eburovices · Arverni · Baiocasses · Bellovaci · Bituriges Cubi · Bituriges Vivisci · Cadurci · Caleti · Carnutes · Catalauni · Caturiges · Cavares · Cenomani · Centrones · Cetrones · Commoni · Condrusi · Coriosolitae · Durocasses · Eciates · Eleuteti · Gabali · Garocelli · Geidumni · Grudii · Helvetii · Helvii · Lemovices · Leuci · Levaci · Lexovii · Lingones · Mandubii · Mediomatrici · Medulli · Menapii · Morini · Namnetes · Nantuates · Nerviërs · Nitiobriges · Osismii · Parisii · Petrocorii · Pictones · Pleumoxii · Redones · Remi · Ruteni · Salluviërs · Santones · Segni · Segovellauni · Segusiavi · Senones · Sequani · Silvanectes · Sordones · Suessiones · Tectosages · Tigurini ·  Tougener · Treveri · Tricasses · Tricastini · Turones ·  Veliocasses · Vellavi · Venelli · Veneti · Viducasses · Viromandui · Vocontii · Volcae Arecomici · Volcae Tectosages · Vivisci